# 1945 في فنلندا
فيما يلي قوائم الأحداث التي وقعت خلال عام 1945 في فنلندا.

## سياسة

### تعيين في المنصب
- 1 يناير – هرتا كوسينن عضو برلمان فنلندا  [لغات أخرى]‏.

## كتب
من الكتب التي صدرت هذه السنة في فنلندا:
- 1 يناير – سنوحي المصري من تأليف ميكا فالتري.

## مواليد

### يناير
- 4 يناير – فيسا ماتي لويري لاعب كرة قدم فنلندي.

### أغسطس
- 7 أغسطس – نيلز تورفالدس
- 17 أغسطس – كاتري هيلينا مغنية فنلندية.

### سبتمبر
- 4 سبتمبر – بنتي أيريكالا سائق رالي فنلندي.
- 16 سبتمبر – كووستي همالاينن سائق رالي فنلندي.

### ديسمبر
- 9 ديسمبر – تيوفو لانسيفوري متسابق دراجات نارية فنلندي.
- 11 ديسمبر – يارنو سارينن متسابق دراجات نارية فنلندي.

## وفيات

### أغسطس
- 4 أغسطس – رودولف هولستي (مواليد 1881) سياسي فنلندي.